# SWORD (protocole)
SWORD (Simple Web-service Offering Repository Deposit) est une norme d'interopérabilité qui permet à des entrepôts numériques d'accepter le dépôt de contenus provenant de sources multiples dans différents formats (par exemple des documents XML) par l'intermédiaire d'un protocole  standardisé. De la même manière que le protocole HTTP permet à n'importe quel navigateur web d'accéder à un serveur web, SWORD permet aux clients de se connecter à des serveurs d'entrepôt. SWORD est un profil (spécialité) du Protocole de Publication Atom, mais se limite uniquement au dépôt de ressources dans les systèmes universitaires.

## Histoire
La première version du protocole SWORD a été créée en 2007 par un consortium d'experts d'institutions britanniques. Le développement de SWORD a été financé par le JISC et géré par UKOLN. Un aperçu du projet initial est présenté dans "SWORD: Simple Web-service Offering Repository Deposit." Le standard est né du besoin d'un format interopérable par lequel des ressources pourraient être déposés dans des entrepôts. D'autres standards interopérables existaient pour permettre d'en récolter le contenu (par exemple, Open Archives Initiative Protocol for Metadata Harvesting, ou pour la recherche (par exemple, OpenSearch), mais pas pour le dépôt.
Depuis la version d'origine en 2007, deux mises à jour ont été ménées jusqu'en 2009 pour affiner les spécifications de la version 1.0. La nouvelle version a été intitulée 1.3. Plus d'informations sont disponibles dans Lewis et coll., "If SWORD is the answer, what is the question? Use of the Simple Web service Offering Repository Deposit protocol."
En 2011, un nouveau projet a été lancé pour transformer l'approche "fire and forget" de SWORD 1.x en interface CRUD (Create, Retrieve, Update, Delete). La nouvelle version est désignée 2.0. Il s'est ensuivi un vaste travail de développement sur les environnements clients, dans plusieurs langages de programmation,.

## Cas d'usage
Plusieurs cas d'usage existent, où il peut être souhaitable, à distance, de déposer des ressources dans des systèmes universitaires. Par exemple :
- Dépôt dans plusieurs entrepôts à la fois ;
- Dépôt à partir d'un client de bureau ;
- Dépôt par des systèmes tiers (par exemple par un équipement automatisé de laboratoire) ;
- Dépôt d'entrepôt à entrepôt.

## Implémentations

### Entrepôts compatibles SWORD
Les entrepôts numériques suivants sont compatibles avec SWORD :
- arXiv
- Dataverse
- DSpace
- EPrints
- Fedora
- HAL[9]
- Intralibrary
- Microsoft Zentity
- MyCoRe

### Clients SWORD
- BibApp[10]
- EasyDeposit[11]
- Facebook client[12]
- Open Journal Systems[13]
- Microsoft Word Article Authoring Add-in pour Word[14]
- Pressbooks client[15]

### Bibliothèques de code SWORD
- PHP SWORD : bibliothèque pour client[16],[17]
- Ruby SWORD : bibliothèque pour client [18]
- Java SWORD : bibliothèque pour client et serveur[19]
- Python : bibliothèque pour client[20]
- Python: bibliothèque pour serveur et SWORD 2.0 implémentation de référence[21]